# ロブ・グロンコウスキー
ロバート・ジェームス・グロンコウスキー（Robert James "Rob" Gronkowski、1989年5月14日 - ）は、アメリカ合衆国ニューヨーク州出身の元アメリカンフットボール選手。ポジションはタイトエンド (TE) 。2010年シーズンから2018年シーズンまでNFLのニューイングランド・ペイトリオッツに所属していた。カレッジフットボール時代はアリゾナ大学でプレーし、2010年のNFLドラフト二巡目でペイトリオッツに指名された。愛称はグロンク (Gronk) 。2018年シーズンをもって一旦引退したが、2020年シーズンから復帰し、トレードでタンパベイ・バッカニアーズに移籍した。一部メディアで「グロンカウスキー」という表記も見られる。
2011年、二年目のシーズンを迎えたグロンコウスキーは17タッチダウン (TD) レシーブを含む18TDを記録し、1327ヤードを獲得した。これらはいずれもNFLにおけるTEのシーズン記録となっている。このシーズン、彼はリーグ最多のTDレシーブを記録したが、これはTEとしてはNFL史上はじめての偉業である。また彼は、ルーキーイヤーから3シーズンで25以上のTDを記録したはじめてのTEとなった（43試合に出場し38TD）。

## 経歴

### 生まれと家族
グロンコウスキーはニューヨーク州アムハーストで父ゴードン・グロンコウスキーと母ダイアン・ウォルタースの間に5人兄弟の四男として生まれた。長男のゴーディーはジャクソンビル大学で野球をプレーし、2011年に北米独立リーグのウースター・トルネードズにロースター入りした。次男のダンはメリーランド大学でアメリカンフットボールをTEとしてプレーし、2009年のNFLドラフトで指名された。三男のクリスはメリーランド大学で2年間アメリカンフットボールをプレーした後アリゾナ大学に転校した。五男のグレンはカンザス州立大学に通っていた。曾祖父イグナティウス・グロンコウスキーは1924年のパリオリンピックの自転車競技米国代表選手である。

### 高校時代
グロンコウスキーはニューヨーク州ウィリアムズビルで育てられ、ウィリアムズビル北高校に3年間通った。アメリカンフットボールをTEとしてプレーする傍ら、バスケットボールもセンターとしてプレーした。3年生のとき、オフェンスとして36レシーブ648ヤード7TD、ディフェンスとして73タックル6QBサックを記録し、オール西ニューヨークのファーストチーム、オールステートのセカンドチームに選出された。
2006年、4年生になったグロンコウスキーはペンシルベニア州ピッツバーグ郊外へ引っ越し、同州チャーチルにあるウッドランドヒルズ高校に編入した。当初、西ペンシルベニア学生競技リーグによって試合出場資格を剥奪されていたが、その判断が覆されると、試合に出場し8レシーブ152ヤード4TDを記録した。高校時代、グロンコウスキーは雑誌『スーパープレップ』のオールアメリカン、『プレップスター』のオールアメリカン、『アソシエーテッドプレス』のクラス4-Aオールステート、『ピッツバーグポストガゼット』の「ファビュラス22」とファーストチームオールカンファレンス、『ペイトリオットニュース』の「プラチナ33」、『ピッツバーグトリビューンレビュー』の「テリフィック25」に選出された。また彼はケンタッキー大学、アリゾナ大学、クレムゾン大学、ルイビル大学、メリーランド大学、オハイオ州立大学、シラキュース大学にスカウトされた。

### 大学時代
高校卒業後、グロンコウスキーはアリゾナ大学に入学し、2007年から2009年までの3年間、同大学のアメリカンフットボールチーム、アリゾナ・ワイルドキャッツでプレーした。ルーキーイヤーの2007年には28レシーブ525ヤード6TDを記録した。1レシーブあたり平均18.8ヤードはチームトップの数字であり、合計獲得ヤードは同チームのTEとして歴代最高の数字であった。この年のグロンコウスキーは、『ライバルズドットコム』の新人オールアメリカン、『ザ・スポーティングニュース』の新人オールアメリカンと新人Pac-10と オールPac-10奨励賞に選出された。
グロンコウスキーは2008年シーズンの最初の3試合を欠場したものの、47レシーブ672ヤードを記録しチームトップの10TDをあげた。このうち、出場した最初の2試合で5つのTDを記録している。また、2度のジョン・マッキー全米週間最優秀TE賞に選出された。このうち一つはオレゴン大学に敗戦した時に受賞したものであるが、この試合で彼は12レシーブ143ヤードを記録している。彼は一試合の成績、シーズン成績、通算成績のいずれにおいてもチームのレシーブ、獲得ヤード、TD数のTE歴代最高記録を更新した。この年の彼は、『アソシエーテッドプレス』のオールアメリカンサードチームとオールPac-10ファーストチームのTEに選出された。
2009年シーズンを迎える際、グロンコウスキーはロンバルディ賞カレッジフットボール最高ラインマン・ラインバッカー候補にあげられた。しかし背中の手術のためこのシーズンを欠場したため、彼のドラフト評価は下がった。

#### 大学時代の通算成績
| 年度 | チーム   | 試合 | レシーブ | レシーブ    | レシーブ |
| 年度 | チーム   | 出場 | 回数     | 獲得 ヤード | TD       |
| ---- | -------- | ---- | -------- | ----------- | -------- |
| 2007 | アリゾナ | 12   | 28       | 525         | 6        |
| 2008 | アリゾナ | 10   | 47       | 672         | 10       |
| 計   | 計       | 22   | 75       | 1,197       | 16       |

### ニューイングランド・ペイトリオッツ時代
| 身長 | 体重            | 腕 の 長 さ       | 手 の 大 き さ    | 40Yrd ダ ッ シ ュ | 10Yrd ス プ リ ッ ト | 20Yrd ス プ リ ッ ト | 20Yrd シ ャ ト ル | 3 コ 丨 ン ド リ ル | 垂 直 跳 び   | 立 ち 幅 跳 び      | ベ ン チ プ レ ス |
| --- | --------------- | ----------------- | ----------------- | ----------------- | -------------------- | -------------------- | ----------------- | ------------------- | ------------- | ------------------- | ----------------- |
| 6 ft 6+1⁄4 in (199 cm) | 258 lb (117 kg) | 34+1⁄4 in (87 cm) | 10+3⁄4 in (27 cm) | 4.61 s            | 1.58 s               | 2.68 s               | 4.47 s            | 7.18 s              | 35 in (89 cm) | 9 ft 11 in (3.02 m) | 32 回             |
| 身体計測とベンチプレスの数値はNFLスカウティングコンバインの、 その他の数値はアリゾナ・プロデイのもの。 背中の負傷のため、ほとんどのコンバインに参加していない。 |                 |                   |                   |                   |                      |                      |                   |                     |               |                     |                   |

グロンコウスキーは2010年のNFLドラフトでニューイングランド・ペイトリオッツに2巡目 (全体42番目) 指名された。チームとは2010年7月25日に契約金176万ドル、4年440万ドルの契約を結んだ。

#### 2010年シーズン
プレシーズンでグロンコウスキーはニューヨーク・ジャイアンツの新人ワイドレシーバー (WR) ビクター・クルーズ、サンフランシスコ・フォーティーナイナーズのランニングバック (RB) アンソニー・ディクソンと並ぶNFLトップの4TDをあげた。このうちの一つは、クォーターバック (QB) トム・ブレイディからの14ヤードパスを捕球したグロンコウスキーがセントルイス・ラムズのラインバッカー (LB) ジェームズ・ロウリネイティスをエンドゾーンまで引きずってあげたものである。第1週のシンシナティ・ベンガルズ戦では第4クォーターにブレイディからの1ヤードパスを捕球し、レギュラーシーズン初のTDを記録した。
第10週、ピッツバーグ・スティーラーズに勝利した試合では3TDレシーブをあげた (いずれもブレイディのパス) 。1試合3TDはペイトリオッツの新人として初、そしてNFL史上最年少の偉業である。この偉業を祝して、マッデンNFL12には一試合に3TD以上をあげた選手に「ロブ・グロンコウスキー賞」が贈られる機能が搭載された。
第16週、バッファローでのバッファロー・ビルズとの試合では2TDをあげ、シーズンのTDレシーブ数を9とした。最終週でもTDをあげ、ルーキーとしてNFL統一後はじめてシーズン10TDをあげたTEとなった。このシーズン、グロンコウスキーは16試合に出場 (うち11試合に先発) 、42レシーブ546ヤードを記録した。カレッジ時代の2009年シーズンを丸一年背中の手術で欠場したにもかかわらず、彼はこの年全ての練習と試合に参加した。
グロンコウスキーは第10週、第14週、第17週の計3回ペプシ週間新人MVPにノミネートされ、第14週、第17週はこれを受賞した（第10週はデンバー・ブロンコスのティム・ティーボウが受賞）。また、2011年のプロボウルのファン投票でTE部門5位につけ、ルーキーで4位の得票を得た。また、『アソシエーテッドプレス』の2010年オールプロチームにも投票された。

#### 2011年シーズン

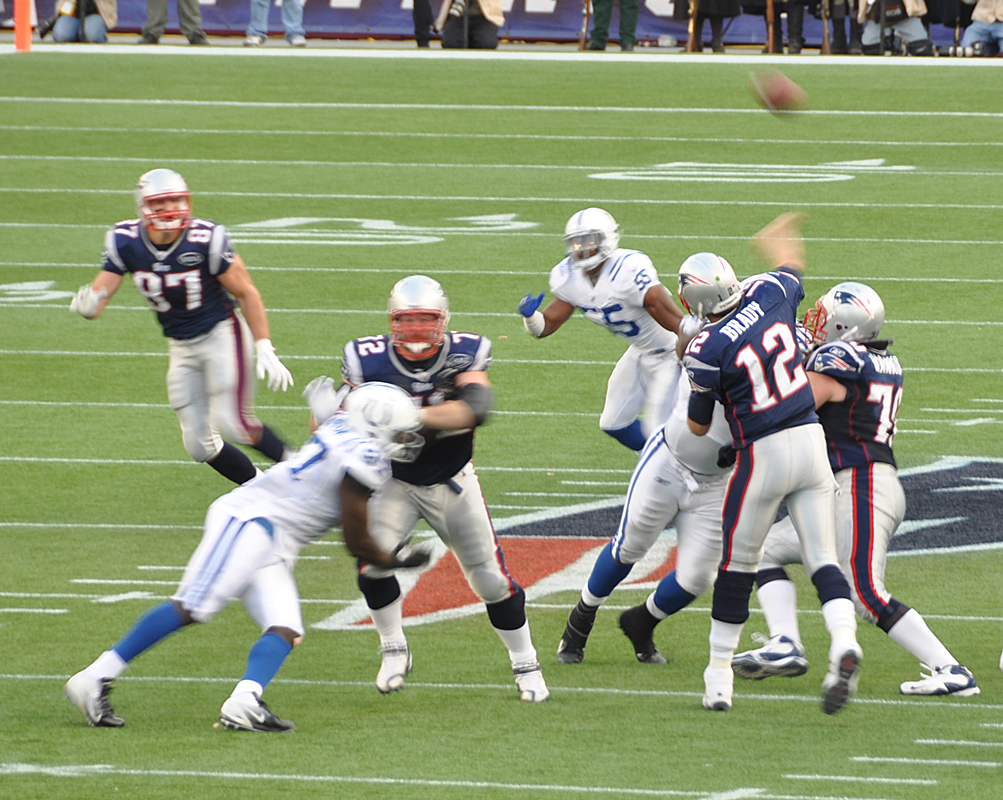
2011年、インディアナポリス・コルツ戦に出場するグロンコウスキー (#87)

2011年シーズン、グロンコウスキーは第1週のマイアミ・ドルフィンズ戦でブレイディからの10ヤードパスを捕球し、このシーズンはじめてのTDをあげた。この試合、ブレイディは球団記録となる517ヤードを獲得したが、このうち6レシーブ86ヤードはグロンコウスキーへのものである。グロンコウスキーは前年度に記録したレシーブ数と獲得ヤードをたった8試合で更新している。第11週では自己最長の52ヤードキャッチを含む2TDをあげ、前年度に記録したTD数に10試合で並んだ。これは全TEの中でトップであり、TEがルーキーイヤーからの2シーズンで20TDをあげるのは史上初である。レシーブ数と獲得ヤード数はTEの中でニューオーリンズ・セインツのジミー・グラハムに続く2番目、全レシーバーの中で10番目に位置した（チーム内ではウェス・ウェルカーに続いて2番目）。
グロンコウスキーは第13週、インディアナポリス・コルツ戦で自身二度目の1試合3TDを記録し、TEのシーズンTD記録を更新した。この試合の3つ目のTDはゴール前2ヤード地点からのプレーで獲得した。このプレーははじめ前方へのパスと記録されたが、後にラテラルパスに訂正された。これがプロ入りはじめてのランプレー、そしてTDランとなった。また、TEによるTDランはNFLでは2006年のボー・スカイフェ以来の記録であり、球団創設以来はじめての記録であった。試合後、グロンコウスキーは14TDでNFL単独トップ、13TDレシーブでサンディエゴ・チャージャーズのアントニオ・ゲイツ、サンフランシスコ・フォーティーナイナーズのヴァーノン・デービスと並んでNFLトップタイとなった。
グロンコウスキーは第14週、ワシントン・レッドスキンズ戦で6レシーブを記録、自身最高となる160ヤードをあげた。また2TDをあげ、獲得ヤード数でTEトップに躍り出た。また自身初のAFC週間オフェンシブプレーヤー賞、そして2週連続でNFL.comの選出する敢闘賞を獲得した。このシーズン、グロンコウスキーは1327ヤードを獲得し、ニューオーリンズ・セインツのジミー・グラハムの1310ヤードを抜きTEによる獲得ヤード数のNFL記録を樹立した。また17TDレシーブを含む18TDをあげた。これらはいずれもTEのNFL記録である。18TDはフィラデルフィア・イーグルスのルショーン・マッコイの20に続く2位の記録であり、この数はこの年のセントルイス・ラムズ全体のTD数よりも多い。17TDレシーブはNFL単独トップであるが、TEがTDレシーブ数で単独トップとなるのは史上初である。
グロンコウスキーは2012年のプロボウルのAFCチームの正TEに選出された。プロボウルにはペイトリオッツから8選手が選出されたが、彼は同僚のトム・ブレイディとウェス・ウェルカーに続くAFC第3位の936886票を獲得した。これはペイトリオッツの第二TEのアーロン・ヘルナンデスの3倍以上の得票数であった。またTEとしてAP通信のオールプロファーストチームに選出された。この時グロンコウスキーは50票中44.5票を獲得した（残りの5.5票中5票はジミー・グラハム、0.5票はグロンコウスキーとグラハムに票を半分ずつ分け与えたものである）。

##### 2011年ポストシーズン
プレイオフ初戦、ペイトリオッツはディヴィジョナル・ラウンドでデンバー・ブロンコス相手に45−10で勝利した。この試合でグロンコウスキーは10レシーブ145ヤード3TDでプレイオフのNFL記録を更新した。また、ブロンコスのQBティム・ティーボウはパス26回中9回しか成功しなかったため、ブロンコス全体のレシーブ数よりもグロンコウスキー一人のレシーブ数が多くなった。プレイオフ2試合目、ペイトリオッツはボルティモア・レイブンズに23−20で勝利した。この試合、グロンコウスキーはレイブンズのセイフティ (S) バーナード・ポラードのタックルで足首上部を捻挫した。この捻挫はチームのスーパーボウルまでの道程において大きな影響を及ぼすことになる。それでもグロンコウスキーはプレーを続行、5レシーブ87ヤードをあげた。第46回スーパーボウルでペイトリオッツはグロンコウスキーを先発出場させたが、彼を攻撃陣の中心とすることはなかった。試合残り数秒、逆転を賭けたトム・ブレイディのヘイルメアリーパスはグロンコウスキーの手には届かなかった。この試合でグロンコウスキーは2レシーブ26ヤードの成績を収めたが、これは10月初旬以来の低い成績である。ペイトリオッツはスーパーボウルでニューヨーク・ジャイアンツに21−17で惜敗した。この試合の数日後、彼はMRI検査で靭帯損傷と診断され、回復のため手術を受けることとなった。

#### 2012年シーズン

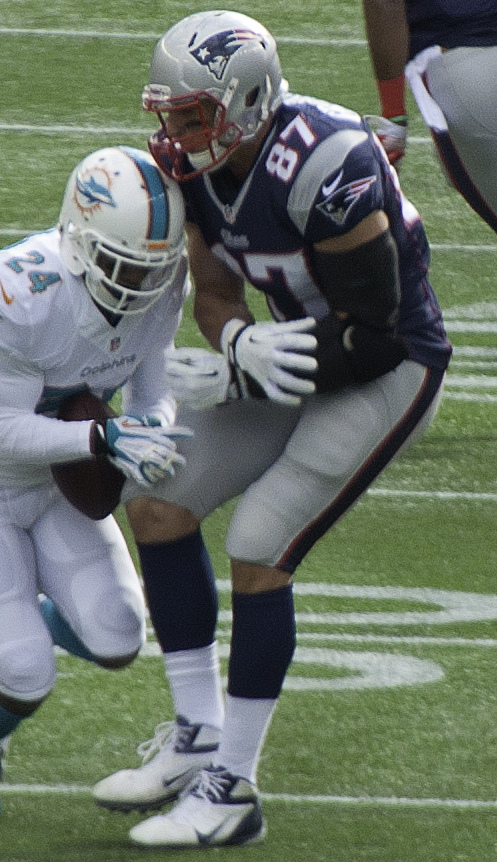
2013年シーズンのグロンコウスキー

2012年6月8日、グロンコウスキーはTE史上最高額となる6年5400万ドルの契約を結んだ。この契約は契約金800万ドルを含んだが、入団時に結んだ2012年と2013年の契約条項はそのまま残された。
第11週、グロンコウスキーはインディアナポリス・コルツ戦の第4クォーター終盤に前腕を骨折、4から6週間の離脱と診断された。 しかし、それまでで彼はアトランタ・ファルコンズのトニー・ゴンザレス、サンディエゴ・チャージャーズのアントニオ・ゲイツに続き10TD以上を3シーズンあげた史上3人目のTEとなった。また、これを連続する3シーズンで記録した史上初のTEとなった。グロンコウスキーは第15週に練習に復帰し、第17週のマイアミ・ドルフィンズ戦に出場、TDをあげた。しかしプレイオフ初戦、ヒューストン・テキサンズ戦の第1クォーターで再び左腕を故障し、再手術によって残りのシーズンを欠場した。2012年に出場した11試合で、彼は790ヤード11TDを記録した。

#### 2013年シーズン
2013年2月、グロンコウスキーは前腕が感染症にかかったと診断され、3度目の前腕の手術を受けた。感染症を引き起こしていた細胞は取り除かれ、その後抗生物質で処置された。5月20日には腕に埋め込んだ機器の入れ替えのために4度目の手術を行った。生体組織検査が施され、感染症が完全に治癒したとESPNのアダム・シェフターが報道した。また、6月18日、グロンコウスキーは背中の手術を受けたが、10月20日のニューヨーク・ジェッツとの試合の出場を許可された。12月8日のクリーブランド・ブラウンズ戦、グロンコウスキーはT・J・ウォードからのハードヒットを受けて右膝を負傷した。
翌9日には前十字靭帯と内側側副靭帯の断裂と診断され、シーズンの残り試合を欠場することとなった。このシーズン、グロンコウスキーは6試合の先発出場を含む7試合に出場し、592ヤード4TDをあげた。

#### 2014年シーズン
靭帯断裂からの復帰初戦となったマイアミ・ドルフィンズとの開幕戦で、グロンコウスキーは4レシーブ40ヤード1TDの成績を収めた。チームは敗れた。この試合、チームは彼に無理をさせないように一部のプレーでのみ彼を起用した。第2週のミネソタ・バイキングス戦では苦しむ攻撃陣の中4レシーブ32ヤードをあげ、勝利に貢献した。第3週のオークランド・レイダース戦では3レシーブ44ヤード1TDをあげた。このTDはこの試合でチーム唯一のものであった。 この試合2つ目のTDレシーブとなるはずだったプレーでは、レイダースのチャールズ・ウッドソンによってパスが弾かれ、タイミングを崩されて落球した。第3週までで彼は1試合に先発し、全体の攻撃スナップ数の42％の109スナップで11レシーブ116ヤード2TDをあげた。第8週のシカゴ・ベアーズでは9レシーブ149ヤード3TDをあげる活躍を見せた。第14週のサンディエゴ・チャージャース戦でもTDをあげ、史上初めて4シーズンにわたり10TDをあげたTEとなった。ペイトリオッツの第49回スーパーボウルでの勝利で、グロンコウスキーは第2クォーター終盤にTDをあげるなど大きな役割を果たした。彼は3度目となるプロボウル選出を果たし、2014年オールプロファーストチームのTEに満場一致の50票で選ばれた。グロンコウスキーはこのシーズンで二度罰金を支払わされた。一度目はインディアナ・コルツ戦でのセルジオ・ブラウンへのアンネセサリー・ラフネス、二度目はスーパーボウルでの「相手への暴力」に対してである。後者はペイトリオッツの選手4人が払わされ、グロンコウスキーは8628ドルを払った。

#### 2018年シーズン
シーズン終了後の2019年3月24日、自身のInstagram上でNFLからの引退を発表した。

### 一時引退
Instagram上で引退を発表した5ヶ月後に、キャリアを通じて受けた痛みや怪我が精神的な負担になったと、その引退の経緯を詳しく説明した。
2019年シーズンはFOXのアナリストとして起用された。

### タンパベイ・バッカニアーズ時代

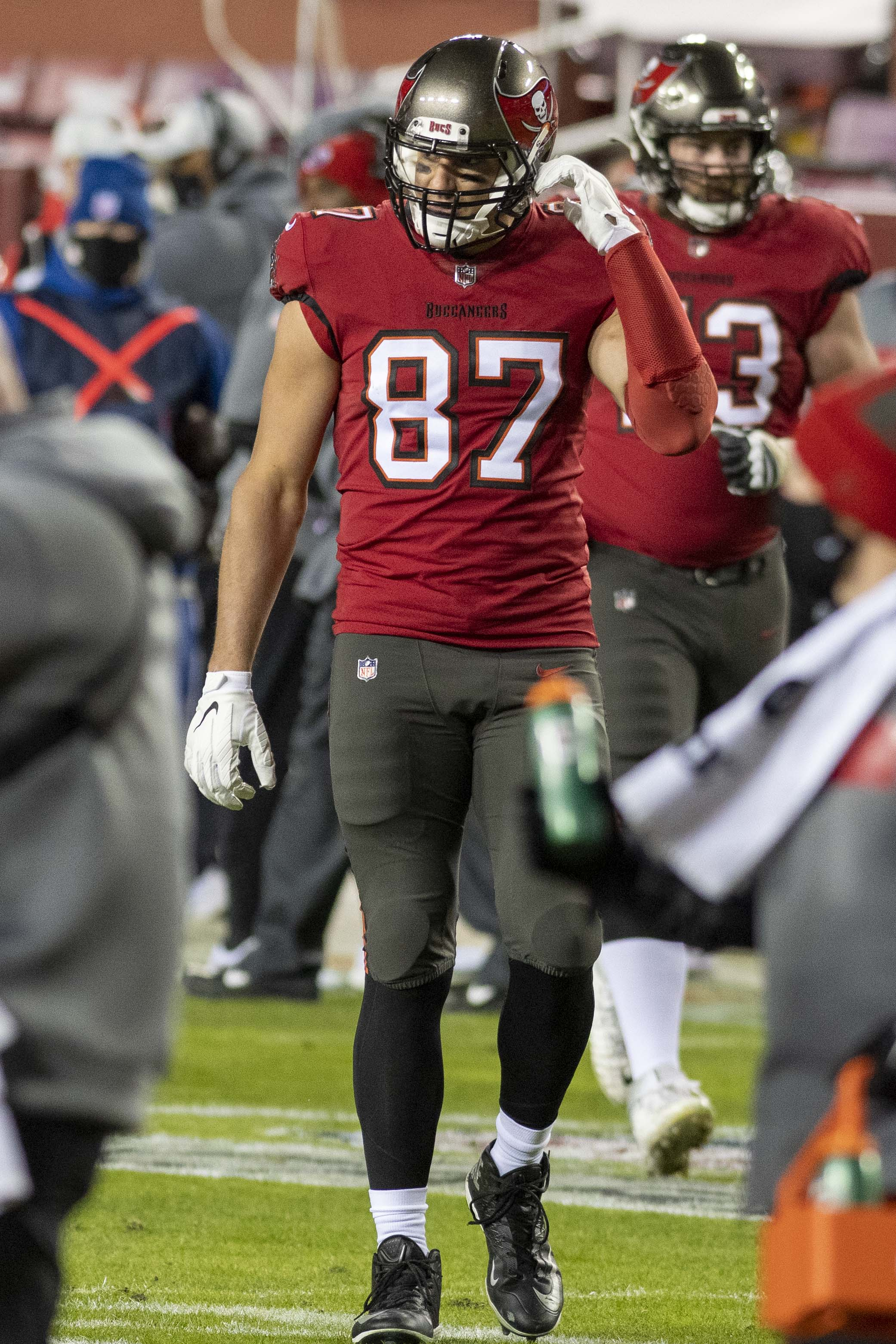
バッカニアーズのユニフォームを着るグロンコウスキー

2020年4月21日に、グロンコウスキーの保有権を有するペイトリオッツとタンパベイ・バッカニアーズとの間にドラフト指名権とのトレードが成立し、バッカニアーズでの現役復帰を果たした。このトレードによりトム・ブレイディとは再びチームメイトとなった。

#### 2020年シーズン
第6週のグリーンベイ・パッカーズ戦で、5キャッチ、78ヤードを記録した。この試合でバッカニアーズに移籍してから初めてのタッチダウンをあげた。これは一時引退前の2018年12月9日のマイアミ・ドルフィンズ戦以来のタッチダウンキャッチだった。 第12週のカンザスシティ・チーフス戦では、6キャッチ、106ヤードを記録した。 レギュラーシーズン終了後の記録は、45キャッチ、623ヤードと7タッチダウンであった。
スーパーボウルでは2個のタッチダウンを決め、優勝に貢献した。これによりグロンコウスキーとブレイディは、ポストシーズンのタッチダウン記録を14本に伸ばした。このコンビは以前、ジョー・モンタナとジェリー・ライスの記録と並ぶ、ポストシーズンタッチダウン12回を記録していた。

#### 2021年シーズン
2021年シーズンはグロンカウスキーは全16試合に出場したが、この年はグロンカウスキーの身体面で問題が判明した年であった。最初の2試合は怪我がなかったが、第3週のロサンゼルス・ラムズ戦で肋骨を負傷した。しかし、グロンコウスキーはこの試合の後半に復帰し、4キャッチ、55ヤードを記録していた。その後、第11週のニューヨーク・ジャイアンツ戦に本格的に復帰すると、6キャッチ、71ヤードを記録した。

### 再引退
2022年6月21日、ふたたび引退を表明した 。

## スポンサー活動
- 2012年3月、ダンキンドーナツとTVやラジオで商品を推奨する2年契約を結んだ[48]。

- 2012年8月、スポーツドリンク企業のボディーアーマー・スーパードリンク（英語版）の投資者とスポンサーになった[49]。

- 2012年9月、PLBスポーツは「グロンク・フレーク」という名でコーンフレークを製造、ニューイングランド地方のスーパーマーケット「ストップ＆ストップ」で販売した。これはフルーティ・フレークと同じ製造業者が製造している。グロンコウスキーの給料の一部はグロンク・ネーション子供基金に寄付されている[50]。

- 2015年1月、オープンドースと共同で「NFLショーダウン：フットボール・マネージャー」という携帯アプリを開発した[51]。

## 人物
- 2016年7月19日、自身の所属と同じマサチューセッツ州を本拠地とするMLBのボストン・レッドソックスの本拠地フェンウェイ・パークで、サンフランシスコ・ジャイアンツとの試合前の始球式を務め、捕手を務めたデビッド・オルティーズに対して見事なストライク投球を披露した[52]。

- WWEのレスラー、モジョ・ローリーと親交があり、レッスルマニア33では、ローリーの試合に乱入し、勝利をアシストした[53]。2020年のレッスルマニア36では、ホスト役を務めたほか、モジョ・ローリーがWWE・24/7王座を巡り乱闘している最中に解説者席から飛び入り、王座を獲得した[54]。

## 詳細情報

### 年度別成績

#### レギュラーシーズン
| 年度      | チーム    | 背 番 号  | 試合 | 試合 | レシーブ | レシーブ    | レシーブ         | レシーブ    | レシーブ | ラン | ラン        | ラン             | ラン        | ラン | ファンブル    | ファンブル |
| 年度      | チーム    | 背 番 号  | 出場 | 先発 | 回数     | 獲得 ヤード | 平均 獲得 ヤード | 最長 ヤード | TD       | 回数 | 獲得 ヤード | 平均 獲得 ヤード | 最長 ヤード | TD   | ファン ブル数 | ロスト     |
| --------- | --------- | --------- | ---- | ---- | -------- | ----------- | ---------------- | ----------- | -------- | ---- | ----------- | ---------------- | ----------- | ---- | ------------- | ---------- |
| 2010      | NE        | 87        | 16   | 11   | 42       | 546         | 13.0             | 28          | 10       | —    | —           | —                | —           | —    | 1             | 1          |
| 2011      | NE        | 87        | 16   | 16   | 90       | 1,327       | 14.7             | 52T         | 17       | 1    | 2           | 2.0              | 2T          | 1    | 0             | 0          |
| 2012      | NE        | 87        | 11   | 11   | 55       | 790         | 14.4             | 41          | 11       | —    | —           | —                | —           | —    | 1             | 1          |
| 2013      | NE        | 87        | 7    | 6    | 39       | 592         | 15.2             | 50          | 4        | —    | —           | —                | —           | —    | 0             | 0          |
| 2014      | NE        | 87        | 15   | 10   | 82       | 1,124       | 13.7             | 46T         | 12       | —    | —           | —                | —           | —    | 0             | 0          |
| 2015      | NE        | 87        | 15   | 15   | 72       | 1,176       | 16.3             | 76T         | 11       | —    | —           | —                | —           | —    | 0             | 0          |
| 2016      | NE        | 87        | 8    | 6    | 25       | 540         | 21.6             | 53          | 3        | —    | —           | —                | —           | —    | 0             | 0          |
| 2017      | NE        | 87        | 14   | 14   | 69       | 1,084       | 15.7             | 53T         | 8        | —    | —           | —                | —           | —    | 1             | 0          |
| 2018      | NE        | 87        | 13   | 11   | 47       | 682         | 14.5             | 42          | 3        | —    | —           | —                | —           | —    | 1             | 1          |
| 2020      | TB        | 87        | 16   | 16   | 45       | 623         | 13.8             | 48          | 7        | —    | —           | —                | —           | —    | 1             | 0          |
| NFL：10年 | NFL：10年 | NFL：10年 | 78   | 46   | 1,182    | 5,860       | 5.0              | 99T         | 55       | 76   | 692         | 9.1              | 75T         | 3    | 10            | 6          |

- 2020年度シーズン終了時
- 太字は自身最高記録
- ■は各年度のリーグ最高記録
- ■はNFL記録

### NFL記録
- 最年少での1試合3TDレシーブ：21歳214日 (2010年、ピッツバーグ・スティーラーズ戦)
- 最年少でのプレイオフでの1試合3TDレシーブ：22歳275日 (2011年、デンバー・ブロンコス戦)
- TEシーズン最多TDレシーブ：17 (2011)
- TEシーズン最多TD：18 (2011)
- 史上初のTEによるTDレシーブ数全球団トップ(2011)
- TEシーズン最多獲得ヤード：1327 (2011)
- ルーキーイヤーからの2年間での最多TD：28 (ランディ・モスと同数)
- TEによる10TD以上のシーズン数最多：4 (2010-2012,2014) (アントニオ・ゲイツと同数)
- TEによる連続した10TD以上のシーズン数最多：3 (2010-2012)

### チーム記録
- TEシーズン1試合あたり平均獲得ヤード最高： 82.9 (2011)
- チーム最年少での1試合3TDレシーブ：22歳275日 (2010年、ピッツバーグ・スティーラーズ戦)
- チーム最年少でのプレイオフでの1試合3TDレシーブ：22歳275日 (2011年、デンバー・ブロンコス戦)